# 6542 Jacquescousteau
6542 Jacquescousteau (1985 CH1) là một tiểu hành tinh vành đai chính được phát hiện ngày 15 tháng 2 năm 1985 bởi A. Mrkos ở Klet.